# Elmas
Elmas ist ein türkischer weiblicher Vorname und Familienname griechischer Herkunft mit der Bedeutung „Der Diamant“.

## Namensträger

### Familienname
- Eljif Elmas (* 1999), türkisch-mazedonischer Fußballspieler
- Ferdi Elmas (* 1985), türkischer Fußballspieler
- Fevzi Elmas (* 1983), türkischer Fußballtorhüter
- Naz Elmas (* 1983), türkische Schauspielerin
- Stéphan Elmas (1864–1937), armenisch-schweizerischer Komponist und Pianist

## Weiteres
- Elmas (Sardinien), Gemeinde in der sardischen Provinz Cagliari